# Josep Munné i Mitjans
Josep Munné i Mitjans (auch Josep Munner i Mitjans, * 1881 in Barcelona; † 7. November 1956) war ein spanischer klassischer Violinist und Musikpädagoge.

## Leben und Werk
Josep Munné studierte bei Domènec Sánchez i Deyà am Conservatori del Liceu in Barcelona.
1909 übernahm er den Lehrstuhl seines Lehrers Domènec Sánchez am Conservatori del Liceu, der sich in Buenos Aires als Musiker niederließ. Gleichzeitig wurde Munné wegen hervorragender Leistungen bei seinem Studienabschluss zum Konzertviolinisten des Orquestra del Gran Teatre del Liceu ernannt. Als langjähriges Mitglied dieses Orchesters ernannte man ihn später auch zum Konzertmeister des Orquestra Simfònica de Barcelona und zu dessen stellvertretendem Direktor. Josep Munné konzertierte auf zahlreichen Tourneen in Europa. Von 1944 an war Munné stellvertretender Direktor und von 1946 an leitender Direktor des Conservatori del Liceu.